# Beijing Bicycle
Beijing Bicycle (chinesisch 十七歲的單車 / 十七岁的单车, Pinyin Shíqī suì de dānchē), auch als Fahrraddiebe in Peking bekannt, ist ein chinesischer Spielfilm aus dem Jahr 2001, der auf Vittorio de Sicas Film Fahrraddiebe (1948) basiert. Regie bei dem Drama führte Wang Xiaoshuai, der mit Tang Danian, Peggy Chiao und Hsu Hsiao-Ming auch das Drehbuch verfasste. Die Hauptrolle spielt Cui Lin.

## Handlung
Der mittellose und ungebildete 17-jährige Bauernjunge Guei kommt aus dem chinesischen Umland mit großen Hoffnungen in die Großstadt Peking, um sich eine Existenz aufzubauen und findet nach einigen Gelegenheitsjobs eine gut bezahlte Arbeit bei einem Fahrradkurier. Ihm wird Verantwortung übertragen und ein modernes Mountainbike zur Verfügung gestellt, das er in den ersten Monaten abzahlen darf. Doch kurz vor Ablauf der Frist wird ihm das Rad gestohlen. Er verliert seinen Job, bekommt aber die Zusage, wieder arbeiten zu dürfen, wenn er das Rad findet. In großer Verzweiflung sucht und findet er das Rad anhand einer Kennzeichnung wieder, die er in den Rahmen gefeilt hat. Es befindet sich im Besitz eines Oberschülers, der behauptet, es auf einem Markt gekauft zu haben. Nach zähem Streit zwischen Guei und dem Freundeskreis des Oberschülers einigt man sich auf eine gemeinsame Nutzung des Rads.
Aufgrund von Streitigkeiten mit dem Oberschüler wird das Rad zum Schluss zerstört, Guei geht leer aus.

## Hintergrund
Der Film vermittelt neben vielen Eindrücken aus dem chinesischen Alltagsleben auch einen Blick auf das chinesische Rechtsverständnis, das aus europäischer Sicht schwer nachvollzogen werden kann. Während ein gestohlener Gegenstand in europäischem Rechtsverständnis immer und vollständig dem Bestohlenen gehört, egal was damit später passiert, erwirbt ein Chinese mit dem korrekten Kauf von einem (unbekannten) Dieb ebenfalls anteiligen Besitz an der Sache. Die Verantwortung des Käufers über die Rechtmäßigkeit des Kaufes tritt hinter die Rechte eines Besitzers zurück.
Wang benutzt diese Problematik, um den Zuschauer einen Blick auf das moderne China zu geben, in dem erfolgreiche Neokapitalisten und Arbeiter räumlich eng zusammen, aber kulturell weit entfernt voneinander leben.

## Veröffentlichungen
Der Film wurde erstmals am 17. Februar 2001 bei den 51. Internationalen Filmfestspielen Berlin vorgestellt und in den folgenden Monaten auf mehreren Filmfestivals gezeigt, darunter dem Internationalen Filmfestival in Karlovy Vary. Am 28. März 2002 startete der Film in den Kinos der deutschsprachigen Schweiz und in den deutschen Kinos. 2004 erschien in Deutschland die DVD Auflage.

## Rezeption
Die Kritiker nahmen den Film unterschiedlich auf. Zum einen wurde kritisiert, dass Beijing Bicycle ein zu großes Drama aus einem verschwundenen Fahrrad mache, andererseits sei der Film ein faszinierender Blick auf das moderne China. Die Zeit schrieb: „Eine schillernde Gratwanderung über die Bruchlinien des heutigen China.“ Die Welt meinte: „Ein Beispiel für all die filmische Brillanz, die in dem unabhängigen chinesischen Kino steckt.“ Der Spiegel stellte fest: „Beijing Bicycle ist eine filmisch stimmungsvoll gemachte Momentaufnahme von der Jugend in einer asiatischen Stadt.“

## Auszeichnungen
Auf der Berlinale war der Film im Wettbewerb um den Goldenen Bären vertreten, stand aber hinter Patrice Chéreaus Erotikdrama Intimacy zurück. Wang Xiaoshuai gewann den Silbernen Bären als Großen Preis der Jury, Cui Lin und Li Bin wurden als Darsteller mit dem Nachwuchspreis ausgezeichnet.
Auf dem Singapore International Film Festival war der Film als Bester asiatischer Film nominiert, konnte sich aber nicht gegen Shinji Aoyamas Eureka durchsetzen.
Bei der Verleihung der Satellite Awards in Los Angeles 2002 erhielt Beijing Bicycle eine Nominierung als Bester fremdsprachiger Film, den aber der bosnische Antikriegsfilm No Man’s Land gewann.